# 10 Korpus (austro-węgierski)

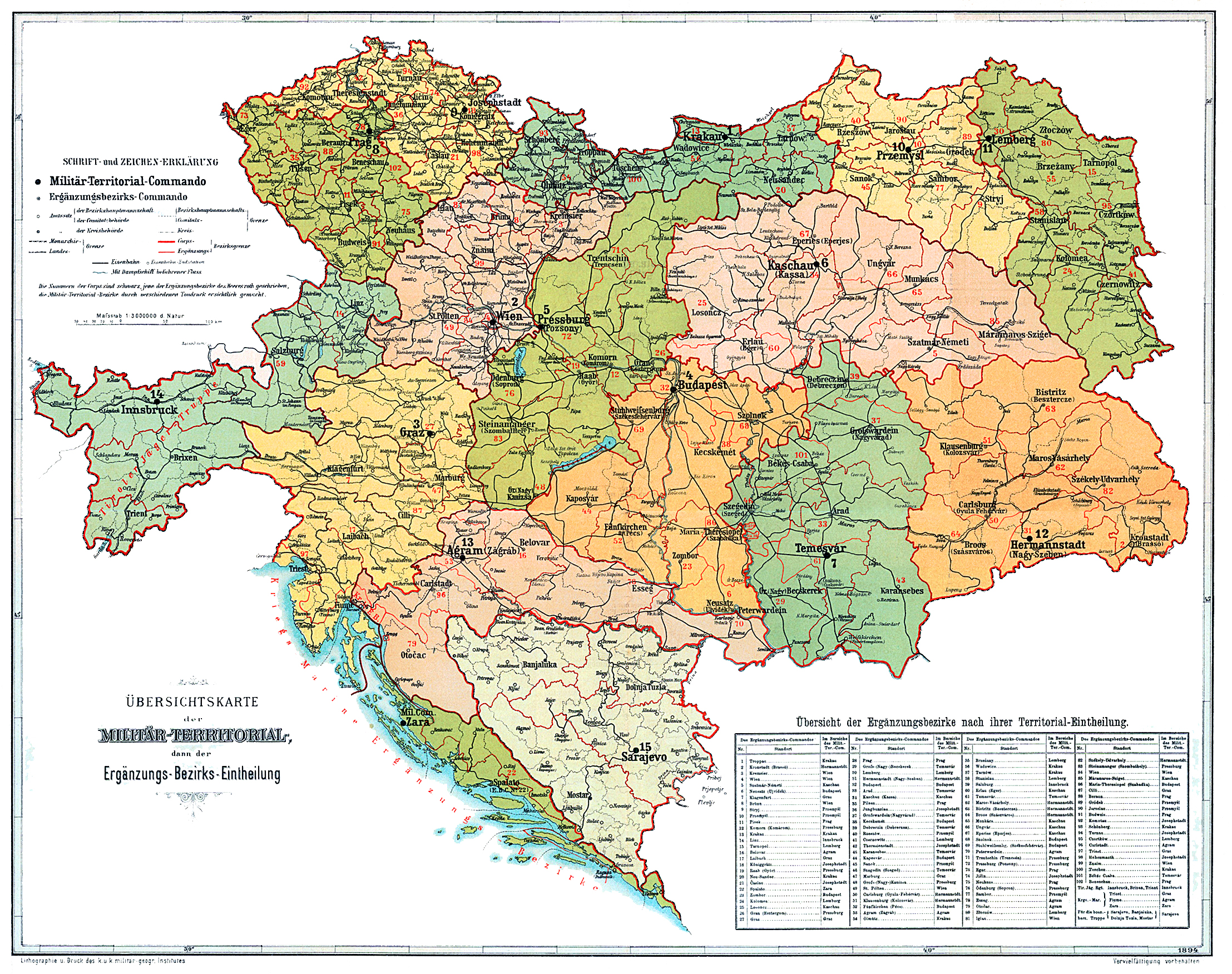
Wojskowy podział terytorialny Monarchii Austro-Węgier w 1894

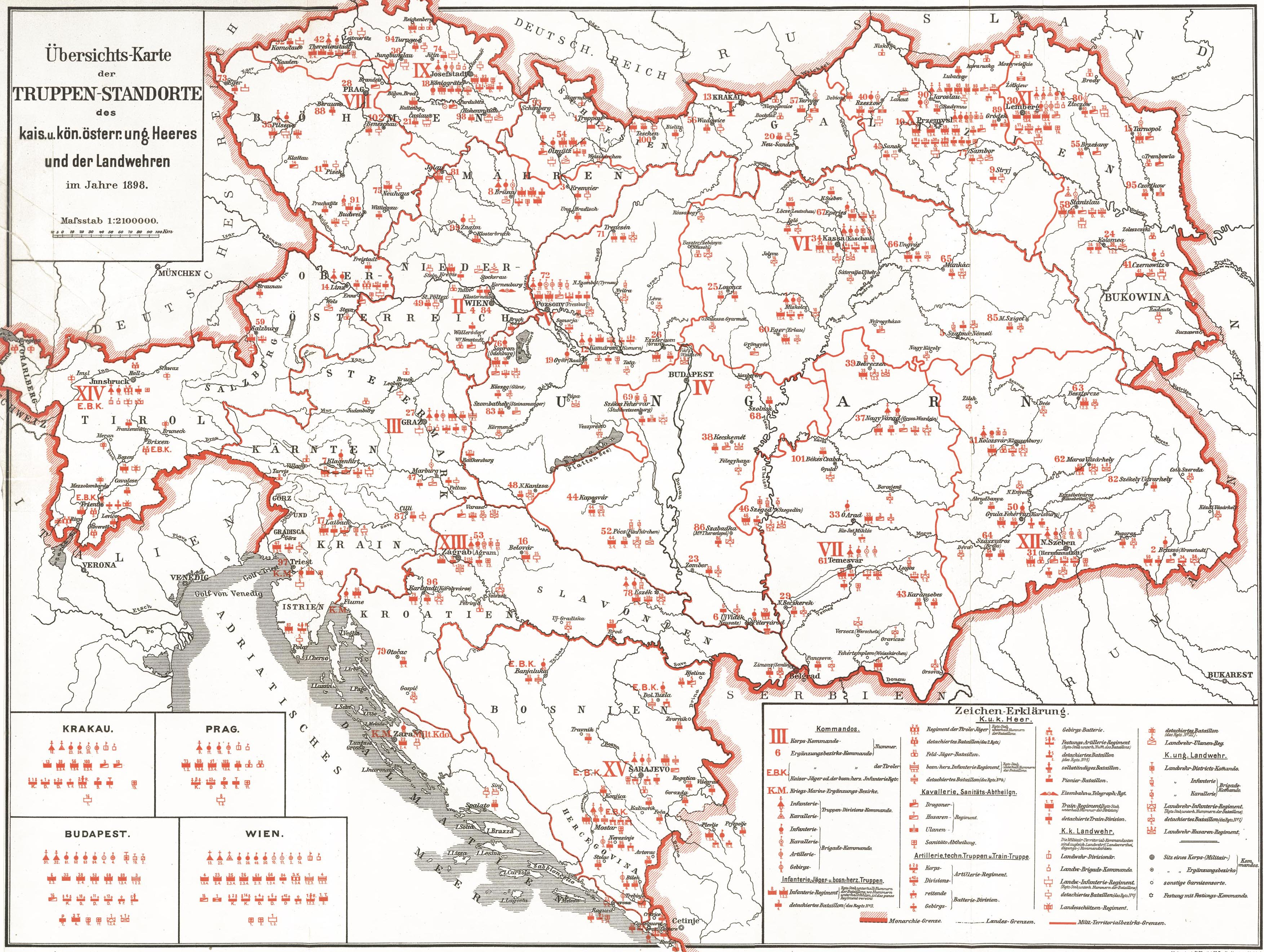
Dyslokalizacja sił zbrojnych Monarchii Austro-Węgier w styczniu 1898

10 Korpus – wyższy związek taktyczny cesarskiej i królewskiej Armii.

## Historia korpusu
W 1889 roku dokonano zmiany podziału wojskowo-terytorialnego Monarchii. Komenda 10 Korpusu została przeniesiona z Brna do Przemyśla. Komendantowi korpusu podporządkowano obszar po Jarosław i Stryj leżący do tej pory w zasięgu bardzo rozległego lwowskiego 11 Korpusu. „Opróżniony” obszar Moraw i Śląska podzielony został tak, że jego część północną z Ołomuńcem wcielono do krakowskiego 1 Korpusu, a południowa z Brnem weszła do wiedeńskiego 2 Korpusu.
10 Korpus w Przemyślu obejmował swoją właściwością okręgi uzupełnień położone w Środkowej Galicji (niem. Mittelgalizien) nr: 9, 10, 40, 45, 77, 89 i 90.

## Organizacja pokojowa 10 Korpusu w 1914 roku
- c. i k. Komenda 10 Korpusu (niem. 10. Korpskommando) w Przemyślu
- 2 Dywizja Piechoty w Jarosławiu
- 24 Dywizja Piechoty w Przemyślu
- 45 Dywizja Piechoty Obrony Krajowej w Przemyślu
- 6 Dywizja Kawalerii w Jarosławiu
- 10 Brygada Artylerii Polowej w Przemyślu
- 3 Pułk Artylerii Fortecznej w Przemyślu (podlegał komendantowi 2 Brygady Artylerii Fortecznej w Krakowie)
- Dywizjon Taborów Nr 10 w Przemyślu

## Organizacja wojenna i obsada personalna 10 Korpusu 1 maja 1915 roku
c. i k. Komenda 10 Korpusu

2 Dywizja Piechoty (2. ID.) – FML Anton Lipoščak

- 3 Brygada Piechoty (3. IBrig.) – oberst Barwik
- 4 Brygada Piechoty (4. IBrig.) – oberst Phleps
- 2 Brygada Artylerii Polowej (2. FABrig.) – oberst Polak

21 Dywizja Strzelców Austro-Węgier (21. SchD.) – generalmajor Podhaysky
- 41 Brygada Strzelców (41. SchBrig.) – generalmajor Keki
- 42 Brygada Strzelców (42. SchBrig.) – oberst Hansmann
- 21 Brygada Artylerii Polowej (21. FABrig.) – oberst Vollgruber

24 Dywizja Piechoty (24. ID.) – generalmajor Schneider, Edl. von Manns-Au
- 47 Brygada Piechoty (47. IBrig.) – generalmajor von Unschuld
- 48 Brygada Piechoty (48. IBrig.) – oberst Korzer
- 24 Brygada Artylerii Polowej (24. FABrig.) – oberst Eugeniusz Grandowski

45 Dywizja Strzelców (45. SchD.) – generalmajor Nemeczek
- 89 Brygada Strzelców (89. SchBrig.) – oberst Gasienski
- 90 Brygada Strzelców (90. SchBrig.) – oberst Tuma
- 45 Brygada Artylerii Polowej (45. FABrig.) – oberst von Rosenzweig

## Kadra

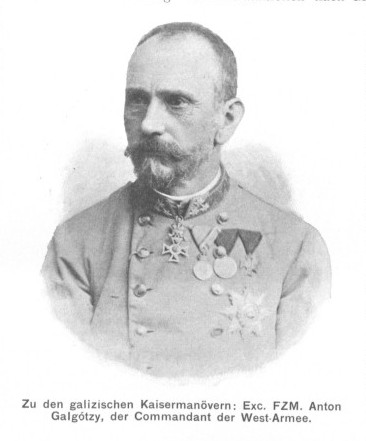
Anton Galgotzy

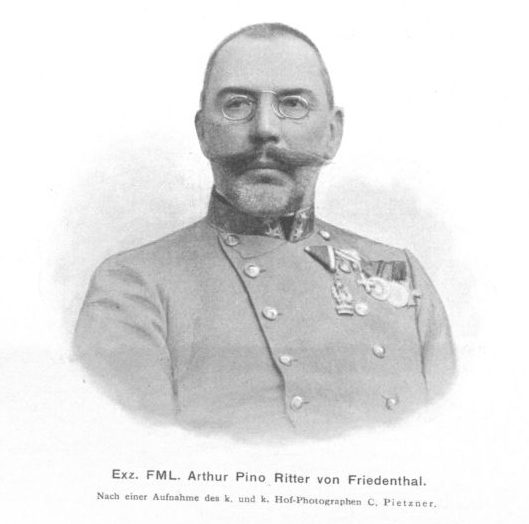
Arthur Pino von Friedenthal

Komendanci korpusu i generałowie dowodzący
(niem. Korpskommandant und Kommandierender General)
- FZM Anton Galgótzy (1902)
- FZM Arthur Georg Pino von Friedenthal (1905[2])
- generał piechoty Hugo Meixner von Zweienstamm (od II 1914)[3]

Adiutanci osobiści
(niem. Personaladjutant)
- por. kaw. Jan Kubin (1905[2]–1906)

Generałowie przydzieleni
(niem. Zugeteilter General)
- FML Alfons Makowiczka (1900–1902 → generał przydzielony do Komendy 8 Korpusu)
- FML Carl von Pfiffer (1905[2])

Szefowie Sztabu Generalnego
(niem. Generalstabschef)
- płk SG Stephan Ljubičić (1905[2]–1906 → komendant 18 Brygady Piechoty w Pradze)
- płk SG Franz Kanik (1906)
- płk Gottlieb Kralowetz von Hohenrecht

Szefowie sanitarni
- starszy lekarz sztabowy 1. klasy Maximilian Pauk (1905[2]–1906)
- starszy lekarz sztabowy 1. klasy Friedrich Goos (1906)
- generał lekarz sztabowy Bronisław Majewski (1909–1914)
- generał lekarz sztabowy Tadeusz Zapałowicz (1914–1917)

Oficerowie Oddziału Wojskowego
- kpt. SG Edmund Hauser
- kpt. SG Jan Hubischta
- kpt. SG Jan Romer